# نورجموغين تسيدينبال
نورجموغين تسيدنبال (ولد في 12 سبتمبر 1988) لاعب كرة قدم منغولي يلعب كمدافع لنادي الدوري المنغولي الممتاز أولانباتار سيتي والفريق الوطني المنغولي.

## روابط خارجية
- نورجموغين تسيدينبال على موقع قاعدة بيانات كرة القدم.إي يو (الإنجليزية)
- نورجموغين تسيدينبال على موقع ناشيونال فوتبول تيمز (الإنجليزية)
- نورجموغين تسيدينبال على موقع Soccerway.com (الإنجليزية)